# Jemima Sumgong
Jemima Jelagat Sumgong (21 december 1984) is een Keniaanse langeafstandsloopster, die gespecialiseerd is in de halve en hele marathon. Ze werd olympisch kampioene in deze discipline.

## Loopbaan
In 2006 beleefde Jelagat een succesvol marathondebuut door de marathon van Las Vegas gelijk te winnen. Ze finishte in een tijd van 2:35.13. Een jaar later werd ze vierde op de marathon van Frankfurt.
In 2012 werd ze tweede in de Boston Marathon en finishte slechts twee seconden achter de winnares, haar landgenote Sharon Cherop. Een jaar later won ze de marathon van Rotterdam.
In 2016 boekte Jelagat haar grootste succes tot op heden door de prestigieuze marathon van Londen te winnen. Opmerkelijk genoeg na in de 35e kilometer hard te zijn gevallen, toen Aselefech Mergia op haar hielen trapte. Ook Mergia en beoogd favoriete Mary Keitany kwamen ten val. Ze had zichtbaar last van haar hoofd, maar wist toch als enige de kopgroep weer te bereiken en na ongeveer 40 kilometer alleen aan kop te komen. Op de Olympische Spelen van Rio de Janeiro dat jaar behaalde ze een gouden medaille op de marathon. Met een tijd van 2:24.04 bleef ze de Bahreinse Eunice Kirwa (zilver; 2:24.13) en Ethiopische Mare Dibaba (brons; 2:24.30) voor.

## Doping
In april 2017, twee weken voordat zij haar in 2016 bij de marathon van Londen behaalde titel zou verdedigen, werd bekendgemaakt dat Sumgong positief getest was op Epo in een dopingtest buiten de competitie. Ze werd direct voorlopig geschorst. Op 7 november 2017 werd de positieve test bevestigd en werd zij voor de periode van vier jaar lang geschorst, met ingang van 3 april 2017. Het is al haar tweede dopingovertreding binnen vijf jaar, want eerder testte zij in 2012 ook al positief. Het op de Olympische Spelen in Rio de Janeiro veroverde marathongoud mag zij echter behouden.

## Titels
- Olympisch kampioene marathon - 2016

## Persoonlijke records
| Onderdeel      | Prestatie | Datum            | Plaats         |
| -------------- | --------- | ---------------- | -------------- |
| 10.000 m       | 33.02,0   | 12 juni 2015     | Nairobi        |
| 5 km           | 15.40     | 10 februari 2017 | Ras al-Khaimah |
| 10 km          | 31.17     | 10 februari 2017 | Ras al-Khaimah |
| 15 km          | 47.07     | 10 februari 2017 | Ras al-Khaimah |
| 20 km          | 1:03.09   | 10 februari 2017 | Ras al-Khaimah |
| halve marathon | 1:06.43   | 10 februari 2017 | Ras al-Khaimah |
| 25 km          | 1:24.19   | 13 oktober 2013  | Chicago        |
| 30 km          | 1:40.52   | 13 oktober 2013  | Chicago        |
| marathon       | 2:20.48   | 13 oktober 2013  | Chicago        |

## Palmares

### 3000 m
- 2016:  Demosthenes de Almeida in Luanda - 9.26,90

### 10.000 m
- 2013:  NBK/Athletics Kenya Meeting in Nakuru - 33.08,0

### 5 km
- 2005:  Standard Federal Bank Reeds Lake Run in East Grand Rapids - 16.15
- 2005:  Louise Mandrell Smoky Mountain Run for Boy Scouts in Pigeon Forge - 16.32
- 2005:  Debbie Green in Wheeling - 16.30,8
- 2006:  Back in Shape in Bloomington - 15.34
- 2006: 7e 5 km van New York - 16.03
- 2012: 4e Corrida de Mulher in Lissabon - 16.06

### 10 km
- 2004:  Chemnitzer Citylauf - 34.10
- 2005:  Standard Federal Bank Reeds Lake Run in East Grand Rapids - 34.37
- 2006:  Get in Gear in Minneapolis - 32.57
- 2006:  Riker Danzig Newport in Jersey City - 32.13
- 2006:  Cleveland - 32.19
- 2006: 4e Bolder Boulder - 33.46
- 2006:  Peachtree Road Race in Atlanta - 31.15
- 2007:  Azalea Trail Run in Mobile - 32.20
- 2007: 5e Crescent City Classic in New Orleans - 32.55
- 2014: 5e Corrida de São Silvestre in Luanda - 33.04
- 2015:  Corrida de São Silvestre in Luanda - 32.15

### 15 km
- 2006:  Utica Boilermaker - 49.39
- 2016:  São Sylvestre - 48.35

### 20 km
- 2005:  Ogden Newspapers Classic in Wheeling - 1:12.13

### halve marathon
- 2004:  halve marathon van Göteborg - 1:18.11
- 2005: 4e halve marathon van Denver - 1:17.49
- 2005:  halve marathon van Parkersburg - 1:16.56
- 2006:  halve marathon van Saint Augustine - 1:12.08
- 2010:  halve marathon van Coamo - 1:15.54
- 2010: 5e halve marathon van Berlijn - 1:11.25
- 2010:  halve marathon van San Blas - 1:15.34
- 2011:  halve marathon van Kabarnet - 1:12.58 (downhill)
- 2012:  halve marathon van Stresa - 1:08.35
- 2012:  halve marathon van Philadelphia - 1:08.39
- 2014:  halve marathon van Lissabon - 1:08.48
- 2014:  halve marathon van Luanda - 1:08.32
- 2016: 5e halve marathon van Ras al-Khaimah - 1:06.58
- 2017: 4e halve marathon van Ras al-Khaimah - 1:06.43

### marathon
- 2006:  marathon van Las Vegas - 2:35.13
- 2007: 4e marathon van Frankfurt - 2:29.41
- 2008: 11e marathon van Mumbai - 2:44.12,0
- 2008:  marathon van San Diego - 2:30.18
- 2010: 5e marathon van San Diego - 2:32.31
- 2011:  marathon van Castellón - 2:28.32
- 2012:  Boston Marathon - 2:31.52
- 2013:  marathon van Rotterdam - 2:23.27
- 2014:  Boston Marathon - 2:20.41 (na DSQ van Rita Jeptoo)
- 2014:  New York City Marathon - 2:25.10
- 2015: 6e marathon van Londen - 2:24.23
- 2015: 4e WK - 2:27.42
- 2016:  marathon van Londen - 2:22.58
- 2016:  OS - 2:24.04

### veldlopen
- 2012: 7e Keniaanse kamp.

1984: Joan Benoit ·
1988: Rosa Mota ·
1992: Valentina Jegorova ·
1996: Fatuma Roba ·
2000: Naoko Takahashi ·
2004: Mizuki Noguchi ·
2008: Constantina Diță ·
2012: Tiki Gelana ·
2016: Jemima Sumgong ·
2020: Peres Chepchirchir ·
2024: Sifan Hassan
- World Athletics: 14289014
- Virtual International Authority File: 7494149844970602960008